# Вис (остров)
Вижте пояснителната страница за други значения на Вис.
Вис, още Иса или Лиса (Vis [ˈʋiːs]; на лат., итал.: Lissa; на гръцки: Issa), е хърватски остров в Адриатическо море, в южната част на Далматинските острови. Той е един от най-отдалечените от континнета Далматински острови.

## Общи сведения
Островът има площ от 90,3 km², което го нарежда на десето място сред хърватските острови. Дължина от запад на изток 16 km и ширина до 8 km. На североизток Виския проток го отделя от остров Хвар, а югозападно от него е разположен малкия остров Бишево. Бреговата му линия е силно разчленена от множество малки заливчета и дълги и тесни полуостровчета между тях. Изграден е предимно от кредни варовици. Релефът му представлява силно окарстено плато с максимална височина на запад връх Хум 587 m. Средна януарска температура около 19°С, средна юлска температура 24°С. Годишна сума на валежите около 560 mm. Големи участъци от острова са покрити с вечнозелени дъбови гори и храсти. Развива се лозарство и риболов. На северния му бряг е разположен град Вис, а на западния – Комижа.
През древността гърците основават на острова колонията Иса, днешният град Вис. През австро-унгарското владение остовът се казва с италианското си име Лиса. До острова се провеждат морски битки, през 1811 г. между английската и венецианската флота и през 1866 г. се провежда морската битка при Лиса между австрийците и италианците. Близо до град Комижа се намира „Титовата пещера“, където Йосип Броз Тито през 1944 г. организирал съпротивата против немската окупация. На 16 юни 1944 г. тук е подписано Споразумение от остров Вис.